# Claudy Mailly
Pour les articles homonymes, voir Mailly.
Claudy Mailly, née le 30 novembre 1938 à Montréal, est une auteure, conseillère en affaires institutionnelles, conseillère en économie et femme politique fédéral du Québec.

## Biographie
Elle étudia au Collège Sir George William. Elle fut ensuite, gérante des services d'informations pour la compagnie Domtar, assistante-spéciale du président de Postes Canada et conseillère en affaires corporatives pour la Banque royale du Canada.
Élu députée du Parti progressiste-conservateur du Canada dans la circonscription fédérale de Gatineau en 1984, elle fut défaite dans Gatineau—La Lièvre par le libéral Mark Assad en 1988. Elle avait précédemment tentée sa chance dans la circonscription de Papineau en 1979, mais elle subit un revers par le libéral André Ouellet.
Durant son passage à la Chambre des communes, elle fut whip adjointe du Parti progressiste-conservateur de 1984 à 1987, ainsi qu'assistante du whip en chef du gouvernement de 1984 à 1986. Elle fut également secrétaire parlementaire du ministre des Communications de 1986 à 1987 et du ministre du Revenu national de 1987 à 1988.